# Prințesa Vera Constantinovna a Rusiei
Prințesa Vera Constantinovna a Rusiei (rusă Вера Константиновна Раманова; n. 24 aprilie 1906, Pavlovsk⁠(d), Gubernia Sankt Petersburg⁠(d), Imperiul Rus – d. 11 ianuarie 2001, Valley Cottage⁠(d), Rockland County, New York, SUA) a fost cel mai mic copil al Marelui Duce Constantin Constantinovici al Rusiei și al soției lui, Prințesa Elisabeta de Saxa-Altenburg. A fost strănepoata Țarului Nicolae I al Rusiei, s-a născut în Rusia imperială și s-a jucat cu copiii Țarului Nicolae al II-lea al Rusiei. Și-a pierdut mare parte din membrii familiie în timpul Primului Război Mondial și al Revoluției ruse din 1917. La vârsta de 12 ani, a părăsit Rusia revoluționară împreună cu mama și cu fratele ei George, plecând în Suedia.
Și-a petrecut restul vieții în exil, la început în Europa de Vest, apoi, din anii 1950, în Statele Unite.